# Talmont-Saint-Hilaire
Talmont-Saint-Hilaire é uma comuna francesa na região administrativa da Pays de la Loire, no departamento de Vendéia. Estende-se por uma área de 89,53 km². Em 2010 a comuna tinha 7 931 habitantes (densidade: 88,6 hab./km²).